# The New Exploits of Elaine
The New Exploits of Elaine é um seriado estadunidense de 1915, no gênero ação, produzido pelo Whartons Studio, dirigido por Louis J. Gasnier, Leopold Wharton, Theodore Wharton e Joseph A. Golden. Foi precedido pelo seriado The Exploits of Elaine, de 1914, e seguido pelo seriado The Romance of Elaine, de 1915. Este seriado é considerado perdido.

## Elenco
- Pearl White… Elaine Dodge
- Creighton Hale… Walter Jameson
- Arnold Daly… Detetive Craig Kennedy
- Edwin Arden… Wu Fang
- M.W. Rale… Long Sin
- Bessie Wharton… Tia Josephine
- Gazelle Marche… Inez
- Ah Ling Foo… Chinese Heavy
- Howard Cody

## Personagens
- Wu Fang aparece em muitos seriados de Pearl White. O nome é baseado em um diplomata chinês. Wu Ting Fang foi um diplomata em Washington e escreveu "America, through the spectacles of an Oriental diplomat", resumido no The New York Times, em 22 de março de 1914, publicado menos de um ano antes de Arthur B. Reeve criar o personagem.[4]
- Long Sin, o “perigo amarelo”, personagem do primeiro seriado, voltou como agente de Wu Fang neste seriado.[4]

## Capítulos
1. The Serpent Sign
2. The Cryptic Ring
3. The Watching Eye
4. The Vengeance Of Wu Fang
5. The Saving Circles
6. Spontaneous Combustion
7. The Ear in the Wall
8. The Opium Smugglers
9. The Tell-Tale Heart
10. Shadows Of War

## Produção
Arthur B. Reeve publicou o romance em capítulos, no jornal, enquanto o seriado passava nos cinemas. Ao ser publicado no jornal, foi chamado, do capítulo 15 ao 24, de "The Exploits of Elaine". O mesmo enredo aparece, porém, como capítulos 1 a 5 no livro publicado, que foi intitulado "The Romance of Elaine".

## Histórico
Craig Kennedy, personagem principal deste seriado, criado por Arthur B. Reeve, é um cientista detetive da Universidade de Columbia, semelhante ao Sherlock Holmes e Dr. Thorndyke. Ele usa o seu conhecimento de química e psicanálise para resolver casos, além de usar dispositivos exóticos (na época) em seu trabalho como detectores de mentira, giroscópios e sismógrafos portáteis. Apareceu pela primeira vez em dezembro de 1910, na Cosmopolitan, em "The Case of Helen Bond", aparecendo 82 vezes nessa revista, a última em agosto de 1918, e depois em outras revistas, tais como The Popular Magazine, Detective Story Magazine, Country Gentleman, Everybody's Magazine, Flynn's and World Man Hunters, além de 26 romances.
Houve uma extensa filmografia sobre o detetive Craig Kennedy. Entre esses, os seriados The Exploits of Elaine (1914), The Romance of Elaine (1915), The Carter Case (1919), The Radio Detective (1926), The Amazing Exploits of the Clutching Hand (1936) também apresentam o mesmo personagem.
Em 1951, o personagem voltou à ativa, na série de TV “Craig Kennedy, Criminologist”, em que Craig foi interpretado por Donald Woods.